# Tablettes d'Ebla
 (juin 2020).
Améliorez-le ou discutez des points à vérifier. 
 (juin 2020).
Les tablettes d'Ebla désignent plusieurs milliers de tablettes et de fragments mis au jour dans le palais de la ville antique d'Ebla, en Syrie actuelle. Les tablettes ont été découvertes par l'archéologue italien Paolo Matthiae et son équipe en 1974-1975 au cours de leurs fouilles dans la ville antique de Tell Mardikh. Les tablettes, qui ont été trouvées in situ sur des étagères effondrées, ont conservé nombre de leurs étiquettes contemporaines en argile utilisées pour faciliter leur référencement. Elles datent toutes de la période entre ca. 2500 AEC et la destruction de la ville ca. 2250 AEC. Aujourd'hui, les tablettes sont conservées dans des musées des villes syriennes d'Alep, de Damas et d'Idlib.

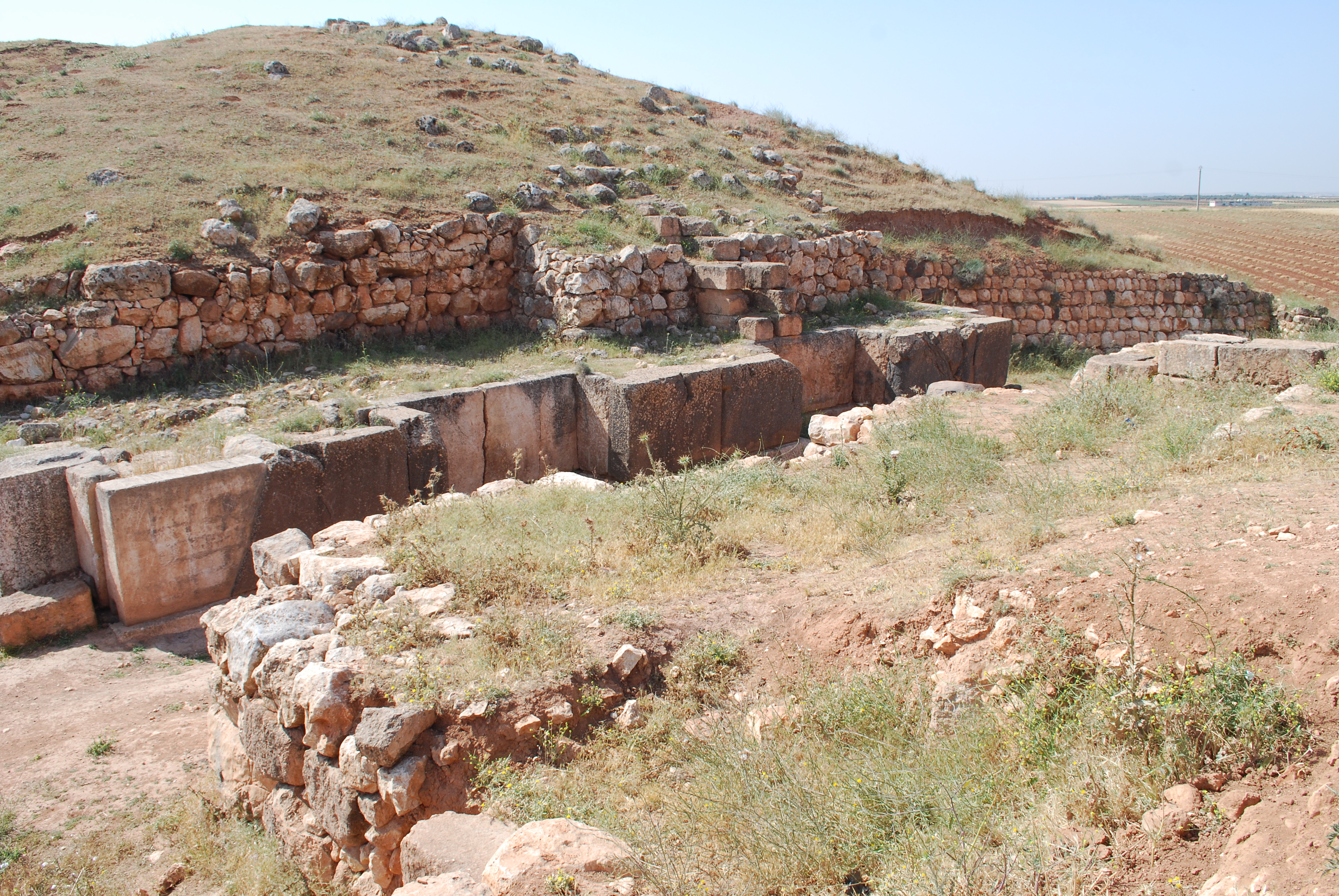
Ebla, porte sud-ouest

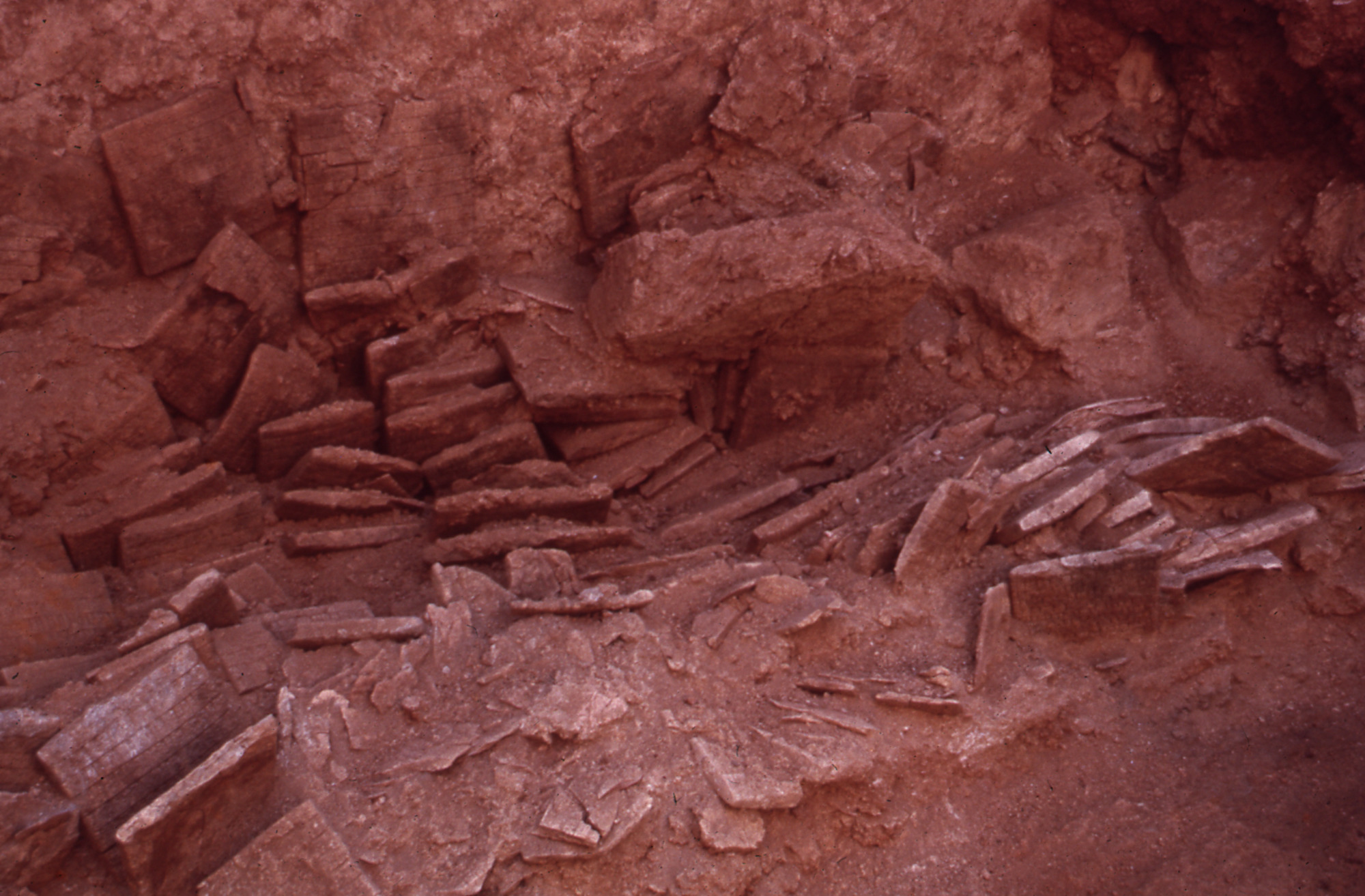
Tablettes d'Ebla, à leur découverte

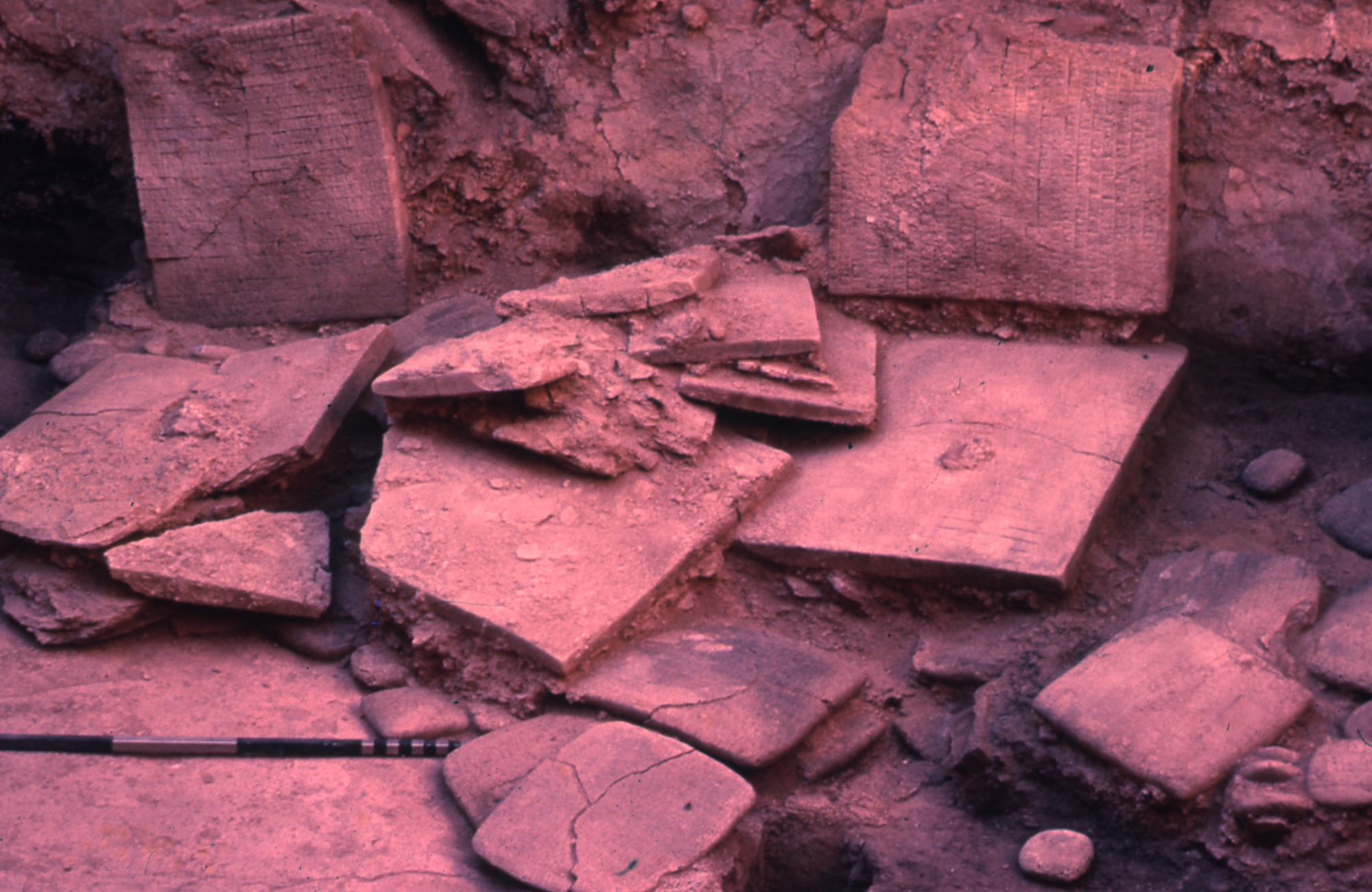
Tablettes

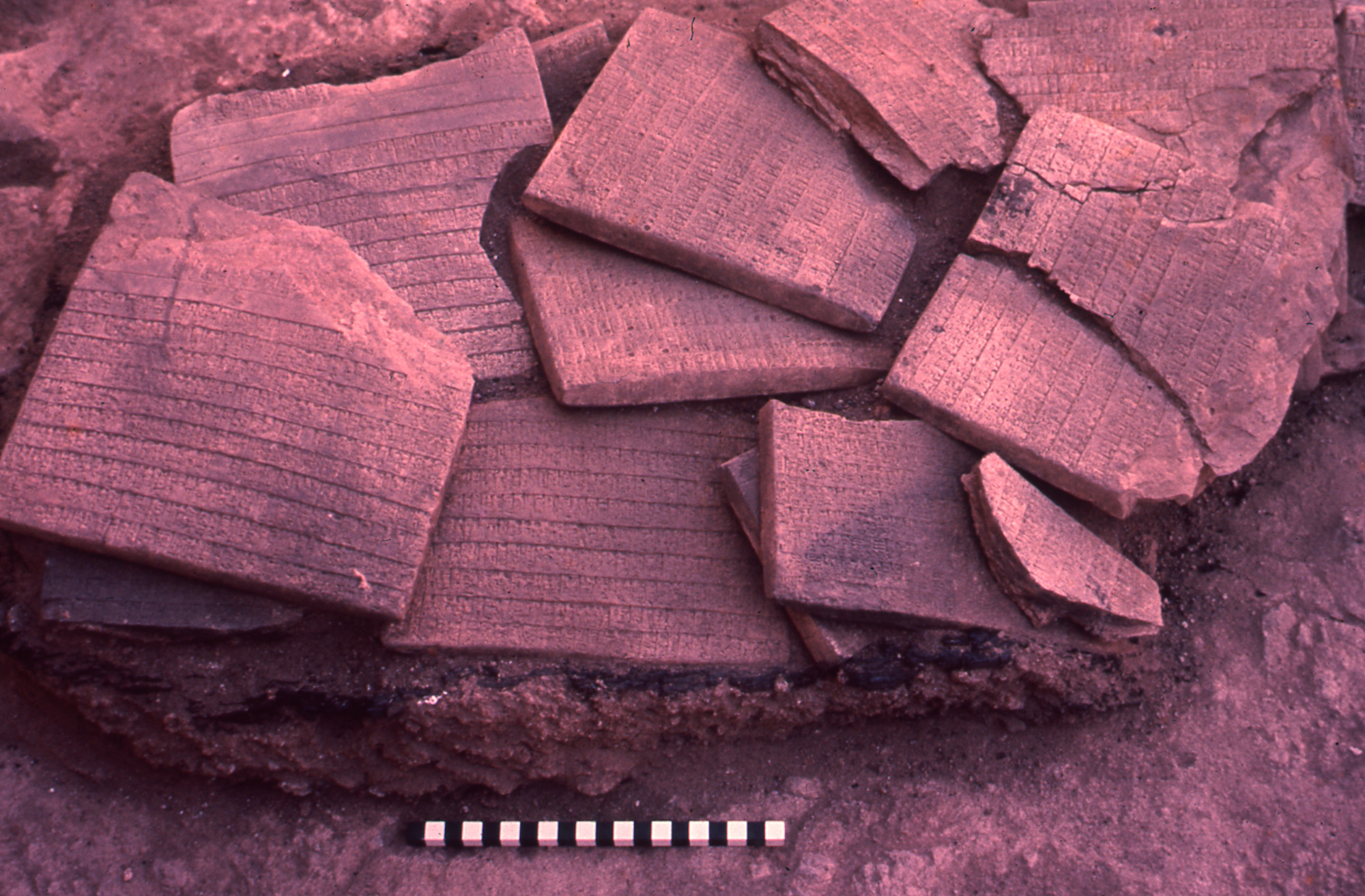
Tablettes

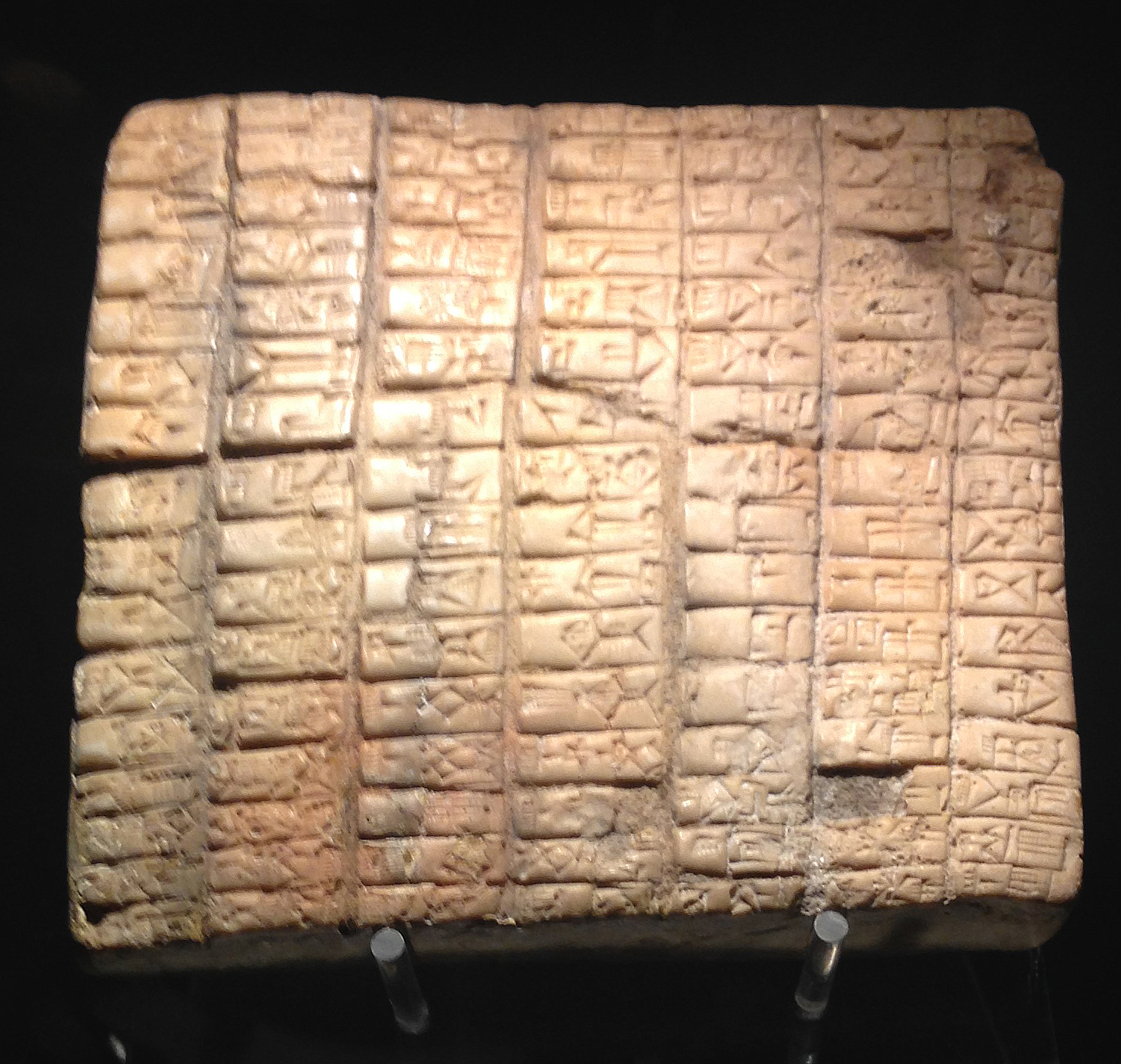
Tablette d'Ebla en terre cuite

## Découverte et contexte archéologique
Les tablettes ont été découvertes à l'endroit où elles étaient tombées lorsque leurs étagères en bois ont brûlé lors de l'incendie du "Palais G". Les archives ont été conservées de manière ordonnée dans deux petites salles d'une grande salle d'audience (avec une estrade surélevée à une extrémité) ; l'une d'entre elles ne contenait que des archives économiques bureaucratiques sur des tablettes rondes caractéristiques, l'autre salle, des textes rituels et littéraires incluant des textes pédagogiques destinés à l'enseignement des jeunes scribes. Beaucoup de tablettes n'avaient pas été cuites au préalable, mais quand elles ont été soumises au feu de l'incendie qui a détruit le palais, leur mode de stockage a permis de les cuire presque aussi complètement que dans un four : elles avaient été stockées debout dans des étagères en bois partiellement en retrait rectos tourné vers l'extérieur, incliné vers l'arrière de sorte que l'incipit de chaque tablette soit visible en un coup d'œil et séparé les uns des autres par des fragments d'argile cuite. Les étagères en feu se sont effondrées sur place et ont préservant l'ordre des tablettes.

## La langue
Deux langues sont apparues dans l'écriture sur les tablettes : le sumérien, et une langue inconnue auparavant qui a utilisé le sumérien cunéiforme (de logogrammes sumériens ou « sumérogrammes ») en tant que représentation phonétique de la langue parlée localement, la langue Ebla. Cette dernière écriture a été initialement identifiée comme proto-cananéen par le professeur Giovanni Pettinato, qui a déchiffré les tablettes en premier lieu, car elle était antérieure aux langues sémitiques de Canaan, telles que l'ougaritique et l'hébreu. Pettinato a par la suite rétracté la désignation et décidé de l'appeler simplement "éblaïte", le nom sous lequel elle est connue aujourd'hui.
L'utilisation purement phonétique des logogrammes sumériens marque un progrès considérable dans l'histoire de l'écriture. De l'ancien système mis au point par des scribes sumériens, employant un usage mixte des logogrammes et des signes phonétiques, les scribes d'Ebla ont employé un nombre réduit de signes des systèmes existants entièrement phonétiquement, à la fois le plus ancien exemple de transcription (le rendu des sons dans un système inventé pour une autre langue) et une étape majeure de simplification vers la "convivialité du lecteur" qui permettrait une diffusion plus large de l'alphabétisation dans les contextes des palais, des temples et des marchands.

## Contenu et signification
Les tablettes fournissent une mine d'informations sur la Syrie et Canaan au début de l'âge du bronze et incluent les premières références connues à "Canaan", "Ougarit" et au "Liban". Le contenu des tablettes révèle qu'Ebla était un centre commercial majeur. Les dossiers économiques, les inventaires des relations commerciales et politiques d'Ebla avec d'autres villes du Levant, ainsi que les journaux des activités d'importation et d'exportation de la ville étaient au centre des préoccupations. Par exemple, ils révèlent qu'Ebla a produit une gamme de bières, dont une qui semble s'appeler "Ebla", pour la ville. Ebla était également responsable du développement d'un système de réseau commercial sophistiqué entre les villes du nord de la Syrie. Ce système regroupait la région dans une communauté commerciale, ce qui est clairement démontré dans les textes.
Il y a des listes de rois pour la ville d'Ebla, des ordonnances royales, des édits, des traités. Il existe des répertoires répertoriant les noms de lieux, y compris une version d'une liste normalisée de noms de lieux qui a également été trouvée à Abu Salabikh (probablement l'ancien Eresh), où elle a été datée d'environ 2600 AEC. Les textes littéraires comprennent des hymnes et des rituels, des épopées, des proverbes.
De nombreuses tablettes comportent à la fois des inscriptions sumériennes et éblaïtes, ainsi que des versions de trois listes de mots bilingues de base contrastant les mots dans les deux langues. Cette structure a permis aux chercheurs modernes de clarifier leur compréhension de la langue sumérienne, alors vivante à ce moment-là, car il n'existait pas de dictionnaires bilingues avec le sumérien et d'autres langues, laissant la prononciation et d'autres aspects langue pas claire. Les seules tablettes d'Ebla qui ont été écrites exclusivement en sumérien sont des listes lexicales, probablement destinées à être utilisées dans la formation de scribes. Les archives contiennent des milliers de cahiers, de listes d'apprentissage du jargon pertinent et de tablettes de travail pour les étudiants, démontrant ainsi qu'Ebla était un centre éducatif majeur spécialisé dans la formation de scribes. Mis à part des dictionnaires, il y avait aussi des syllabaires de mots sumériens avec leur prononciation en éblaïte.

### Archéologie biblique
L'application des textes d'Ebla à des endroits ou à des personnes spécifiques dans la Bible a suscité une controverse. Elle visait notamment à savoir si les tablettes faisaient référence à l'existence d'Abraham, David, Sodome et Gomorrhe, et les confirmaient ainsi, parmi d'autres références bibliques. Des affirmations sensationnalistes ont été faites par Giovanni Pettinato et ont été associées à des retards dans la publication des textes complets. Cette crise est rapidement devenue une crise universitaire sans précédent. Le contexte politique du conflit israélo-arabe moderne a également enflammé le débat, le transformant en un débat sur la "preuve" des revendications sionistes de la Palestine.
Cependant, une grande partie de l'excitation initiale des médias au sujet des supposées connexions Eblaites avec la Bible, basée sur des suppositions et des spéculations préliminaires de Pettinato et d'autres, est maintenant largement déplorée, générée par "des déclarations exceptionnelles et infondées" et "de grandes quantités de désinformation qui ont été dévoilées au public". Le consensus actuel est que le rôle d'Ebla dans l'archéologie biblique est, à proprement parler, minimale.